# 게리 마커스
게리 프레드 마커스(Gary Fred Marcus)는 인지심리학, 신경과학 및 인공지능(AI)의 교차점에 대한 연구로 유명한 미국의 심리학자, 인지 과학자 및 작가이다.
마커스는 뉴욕 대학교에서 심리학과 신경과학 명예 교수이다. 2014년에 그는 나중에 우버에 인수된 기계 학습 회사인 Geometric Intelligence를 설립했다.

## 초기 생애
마커스는 메릴랜드주 볼티모어의 유대인 가정에서 태어났다. 그는 인공지능에 대한 초기 매력을 키우고 어린 나이에 코딩을 시작했다.
마커스는 햄프셔 대학에서 인지 과학을 전공했다. 그는 매사추세츠 공과대학 (MIT)에서 대학원에 진학하여 언어 습득의 부정적 증거와 어린이의 문법 형태 습득에서의 정규화 (및 과도한 정규화)에 관한 연구를 수행했다.
MIT에서 박사학위를 공부하는 동안 그는 스티븐 핑커의 지도를 받았다.

## 경력
마커스는 2015년에 머신러닝 스타트업인 Geometric Intelligence를 공동 창립했다. 2016년 12월 Geometric Intelligence가 우버에 인수되었을 때 그는 우버의 AI 사업 부문 책임자가 되었지만 2017년 3월에 회사를 떠났다.
2019년 마커스는 스타트업을 시작했다. iRobot의 공동 창립자이자 룸바의 공동 발명자인 로드니 브룩스와 함께하였다. 이는 비디오 게임 엔진을 제3자 게임 개발자가 채택할 수 있는 방식과 유사하게 자율 로봇에 채택할 수 있는 "기성품" 머신 러닝 플랫폼을 구축하는 것을 목표로 한다.

## 연구
마커스의 초기 작업은 정신 규칙의 본질에 대한 테스트 사례로서 어린이가 "breaked" 및 "goed"와 같은 과도한 규제를 생성하는 이유에 초점을 맞추었다.
마커스는 그의 첫 번째 책인 《대수적 정신》(2001)에서 정신이 대부분 미분화된 신경망으로 구성되어 있을 수 있다는 생각에 도전했다. 그는 마음을 이해하려면 연결주의와 상징 조작에 대한 고전적 아이디어를 통합해야 한다고 주장했다.
마커스의 책, 《기타 제로》 (2012)는 어른이 되어서 악기를 배우는 과정을 탐구한다.
마커스는 2005년에 《노턴 심리학 리더》(The Norton Psychology Reader)를 편집했는데, 여기에는 인간 정신의 현대 과학에 관한 인지 과학자들의 발췌문이 포함되어 있다.
그는 제러미 프리먼과 함께 《뇌의 미래: 세계를 선도하는 신경과학자들의 에세이》 (2014)를 공동 편집했다.

### 언어와 마음
마커스는 심리적 선천주의 사상 학파에 속한다. 그의 책 중 하나인 《정신의 탄생》 (2004)은 선천주의적 관점에서 유전자가 인지 발달에 영향을 미치는 방식을 설명하고 있으며, 선천주의와 다른 학자들이 내세우는 일반적인 반선천주의 주장을 조화시키는 것을 목표로 한다. 그는 소수의 유전자가 복잡한 인간 뇌를 설명하는 방식, 유전자에 대한 일반적인 잘못된 인상 및 유전자가 일으키는 문제에 대해 논의한다.

### 인공지능
마커스는 인공지능을 둘러싼 "과장"에 대한 유명한 비판자이다. 그는 AI 규제, 대중의 AI 이해력 향상, 잠재적인 AI 위험을 고려하기 위한 "자금이 충분한 공공 싱크탱크"를 요구했다. 그는 또한 얼굴 인식이나 이력서 분석과 같이 편향으로 인해 실제 세계에 피해를 줄 위험이 있는 상황에서 특히 AI가 현재 조기에 배포되고 있다고 주장했다. 왜냐하면 현재의 딥러닝 기술은 정확성에 대한 형식 검증에 적합하지 않기 때문이다.
마커스는 현재의 대규모 언어 모델을 "언어 이해보다는 [...] 언어 사용에 대한 근사치"로 설명했다.
2023년 3월 29일, 마커스와 다른 연구원들은 적절한 보호 장치가 구현될 때까지 "GPT-4보다 강력한 AI 시스템 훈련"에 대해 6개월간의 유예를 요구하는 공개 서한에 서명했다. 주로 "신뢰할 수 없지만 [...] 널리 배포된 평범한 AI"의 단기적 위험을 언급했다. 2024년에 그는 생성 AI를 규제하기 위한 대중 행동을 촉구하는 그의 최신 저서를 출판하기 위해 서둘렀다.